# Berane
Berane (Montenegrijns: Беране; Albanees: Berana of Beranë) is een Montenegrijnse gemeente.
Berane telt 33.970 inwoners, waarvan er 11.073 in de hoofdplaats wonen. Van juli 1949 tot maart 1992 heette Berane "Ivangrad", uit eerbetoon aan Ivan Milutinović. In 1992 werd de originele naam aan de gemeente teruggegeven.

## Demografie
De gemeente Berane telt 33.970 inwoners (volkstelling van 2011), hetgeen 5,5% van de Montenegrijnse bevolking is. De gemeente heeft een urbanisatiegraad van 33%.
| stad Berane     | 3.701  | 4.513  | 6.969  | 11.164 | 12.720 | 12.267 | 11.776 | 11.703 |
| gemeente Berane | 27.646 | 30.316 | 34.280 | 40.385 | 42.060 | 38.953 | 35.068 | 33.970 |

#### Etniciteit
De bevolkingssamenstelling is erg heterogeen. De Serviërs (43%) vormen de grootste bevolkingsgroep in de gemeente Berane, gevolgd door Montenegrijnen (26%) en Bosniakken (24%). Verder bestaat er ook een relatief grote gemeenschap van de Roma (2%) en Balkan-Egyptenaren (1%).

#### Religie
De aanhangers van de Servisch/Montenegrijns-orthodoxe Kerk vormen de meerderheid van de bevolking (69%). De moslims vormen een relatief grote minderheid in de gemeente Berane (28%).

## Geboren
- Dragoslav Jevrić (1974), Servisch voetballer
- Marijana Jankovic (1982), Montenegrijns-Deens actrice, scenarioschrijfster en regisseuse
- Elsad Zverotić (1986), Montenegrijns voetballer
- Stefan Babović (1987), Servisch voetballer

Andrijevica · Bar · Berane · Bijelo Polje · Budva · Cetinje · Danilovgrad · Gusinje · Herceg-Novi · Kolašin · Kotor · Mojkovac · Nikšić · Petnjica · Plav · Pljevlja · Plužine · Podgorica · Rožaje · Šavnik · Tivat · Tuzi · Ulcinj · Žabljak
- Library of Congress Control Number: n2005029893
- Nationale Bibliotheek van Tsjechië: ge1044953
- Virtual International Authority File: 151479053